# Be Human
be Human è un mini-album contenente una selezione di tracce dalla colonna sonora della prima stagione della serie animata Ghost in the Shell: Stand Alone Complex, composta da Yōko Kanno e prodotta dalla stessa Kanno, Victor Entertainment e Bandai.

## Lista delle tracce
1. Be Human
  - voce: Scott Matthew
2. Trip City
  - voce: Scott Matthew
3. Patch Me
4. Tachikoma No Iede
5. Osanpo Tachikoma
  - voce: Gabriela Robin
6. Bang Bang Banquet
7. Fax Me
8. Rokki Wa Doko?
9. Spotter
10. Let's Oil
11. Cream
  - voce: hyde e Maaya Sakamoto
12. Spider Bites
13. Good By My Master
14. Piece By Ten
15. What Can I Say?
  - voce: SUNNY
16. Hi!
17. I'm Not Straight
18. Ai Sentai Tachikomanzu
19. Pro Bowler Tachikoma
20. Don't Sponge Me
21. Po'd Pod
22. Ciao!